# 韓國服役獎章
韓國服役獎章（Korean Service Medal）是美國的一項跨軍種通用勳獎。該勳獎根據美國總統杜魯門簽發的第10179號行政命令，於1950年11月8日設立，為美軍在韓戰中的主要勳獎。
韓國服役獎章的頒發期限為1950年6月27日至1954年7月27日之間；所有在該段時間於韓戰戰區參與軍事行動的美軍，均可獲發該枚獎章。具體頒發條件如下：
- 在1950年6月27日至1954年7月27日期間，於朝鮮半島及其附近海域等指定地區服役，以直接支援聯合國軍軍事行動；

- 在指定海域執勤的美國海軍或海岸防衛隊艦艇上服役、或派駐到該等艦艇最少一日；

- 在常駐指定海域的任何艦艇服役、或派駐到該等艦艇最少一日；

- 在部分指定灘頭地區參與戰鬥（或支援戰鬥），並執勤最少一日；

- 臨時派駐地面部隊的人員，必須在指定區域連續服役30日，或斷續服役60日，方可獲頒獎章（派駐海上艦艇或空中部隊不受服役時間所限）；

- 登上於指定海域執勤的醫療船、並接受治療的傷病人士。

## 獎章設計
獎章由美國陸軍紋章學院的雕匠設計。獎章正面為一座韓國城門，「KOREAN SERVICE（韓國服役）」字樣在其上方橫拱；而獎章背面的內圈為大韓民國國旗的太極圖樣，外圈則有「UNITED STATES OF AMERICA（美國）」字樣及一片橡葉。

## 相關獎章
所有獲頒韓國服役獎章的美國人員，均可同時獲頒聯合國韓國服役獎章。而在1999年後，所有曾在韓戰連續服役30日，或斷續服役60日的美軍人員，亦可獲頒（或追授）韓國政府的六二五事變從軍獎章。在韓戰之初，此獎章只頒發給韓國軍士兵，後來擴展至所有聯合國軍部隊；不過美國政府當時因程序問題，而沒有接受並認可該獎章。

## 戰役日期
美國國防部一共為韓戰劃分了13場戰役。每參與一場戰役的美軍個體或編制單位，可在其韓國服役獎章加上一枚銅質服役星章（即戰鬥之星）；每五場戰役可換算為一枚銀質服役星章。各軍種有不同的戰役劃分，詳見下表：
在以下時期參與仁川登陸、肅川－順川空降及汶山空降的美軍，可在其韓國服役獎章加上銅質箭頭配飾：
以下為加上銅質箭頭、並獲得六枚戰鬥之星的韓國服役獎章勳表一例：
| Arrowhead · Silver star · Bronze star |